# Арисово
Арисово (рос. Арисово) — селище у Барабінському районі Новосибірської області Російської Федерації.
Входить до складу муніципального утворення Козловська сільрада. Населення становить 216 осіб (2010).

## Історія
Згідно із законом від 2 червня 2004 року органом місцевого самоврядування є Козловська сільрада.

## Населення
| 2002 | 2007 | 2010 |
| ---- | ---- | ---- |
| 285  | ↗307 | ↘216 |